# Leo Grimm
Leo Grimm (* 7. Februar 1889 in Ilz, Österreich-Ungarn; † 23. April 1916 in Graz, Österreich-Ungarn) war ein österreichischer Maler und Grafiker.

## Leben
Leo Grimm war der Sohn des Volksschullehrers Hugo Grimm. 1894 zog die Familie nach Graz in die Heinrichstraße. Als er 1900 auf das Gymnasium wechselte, entdeckte er – auch durch seinen Zeichenlehrer Ladislaus Pazdirek – seine Liebe zur Kunst. Er zeichnete seine Klassenkameraden und gestaltete die Maturazeitung, welche er mit Bruno Euler herausgab.
Anfang 1909 trat er zusammen mit Franz Hofer in die Klasse von Alfred Schrötter von Kristelli an der Landeskunstschule in Graz ein, von wo er jedoch schon im Herbst 1909 mit Hofer auf die Akademie der bildenden Künste in Wien wechselte und bei Rudolf Jettmar und Ferdinand Schmutzer lernte. Dabei wurde er durch ein Stipendium des steiermärkischen Landesausschusses unterstützt.
1911 zog er mit Franz Hofer und Fritz Silberbauer (einem alten Freund Hofers) in eine Wohnung im Maria-Theresien Schlössel in Döbling. An der Akademie gewinnt er den Perspektivpreis und die silberne Fügermedaille. 1912 erlernt er die Technik des Radierens, mit der er schon zuvor autodidaktisch, auf Empfehlung Franz Hofers, Erfahrung gesammelt hatte.
Grimm litt an Atembeschwerden und reiste im Sommer 1913 mit einer Tante zur Erholung über Venedig nach Istrien. 1914 besuchte er Oberösterreich und schuf einige Ansichten der Linzer Altstadt. Auf Grund seines schlechten gesundheitlichen Zustands wurde er von der Akademie beurlaubt und starb schließlich am 23. April 1916 in seiner Heimatstadt.

## Wirken
Die Radierungen stehen unter dem technischen wie künstlerischen Einfluss von Franz Hofer, da dieser ihn mit der Technik vertraut machte. Seine Radierungen sind teilweise für die Tonalität mit Schmirgelpapier überarbeitet und ähneln Arbeiten von Frank Brangwyn, der in der Schule von Ferdinand Schmutzer an der Akademie rezipiert wurde. Gelegentlich kombiniert er seine Arbeiten mit Aquatinta und überarbeitet sie mit dem Roulette.
Er erzeugte Bildnisse, Landschaften als auch symbolische und Märchendarstellungen. Dabei hatte er eine Neigung zum Düsteren und Phantastischen, die sich vor allem in seinen melancholischen Landschaften zeigt.

## Werke

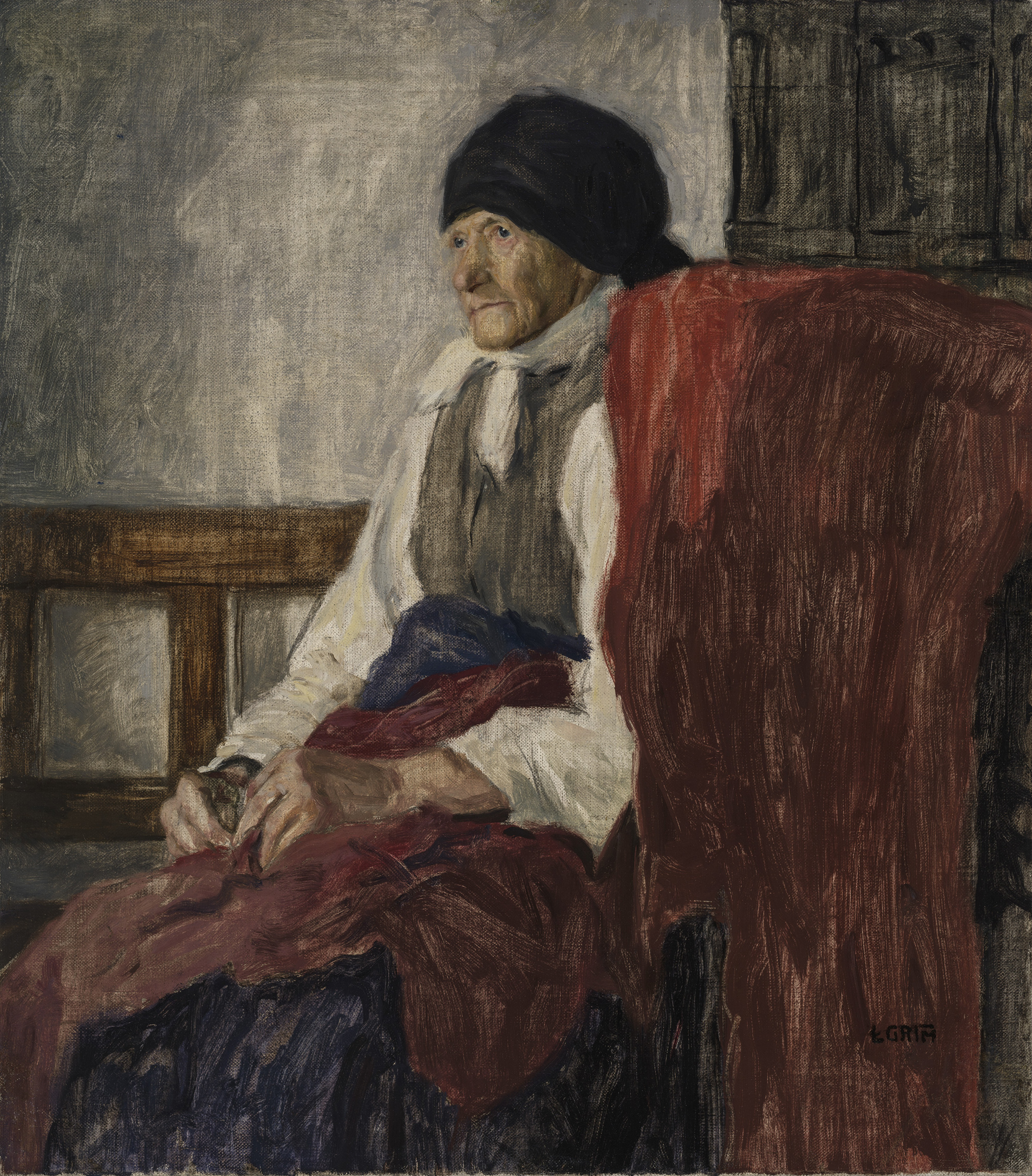
Alte steirische Bäurin

Der Nachlass mit Zeichnungen und Skizzenbüchern sowie die vollständige Sammlung von 45 Radierungen befinden sich im Kupferstichkabinett der Akademie der bildenden Künste in Wien.
Ein weiterer großer Bestand mit Grafiken und Gemälden ist in der Neuen Galerie Graz als Teil des Universalmuseums Joanneum zu finden.
- Märchen, Neue Galerie Graz, 1916
- Herrenbildnis, Neue Galerie Graz, 1910
- Alte steirische Bäuerin, Neue Galerie Graz